# Neolimonia sublustralis
Neolimonia sublustralis är en tvåvingeart som först beskrevs av Alexander 1979.  Neolimonia sublustralis ingår i släktet Neolimonia och familjen småharkrankar.
Artens utbredningsområde är Ecuador. Inga underarter finns listade i Catalogue of Life.